# Wissewasje
Wissewasje is een Nederlandstalig woord om uit te drukken dat iets er niet toe doet, of dat iets eigenlijk heel eenvoudig zelf te doen is.

## Gebruik
Een voorbeeld van een wissewasje:
- Je kunt niet voor elk wissewasje de dokter bellen.

Het woord wordt bijna steeds voorafgegaan door voor elk of om elk. Soms staat er na het bijvoeglijk voornaamwoord elk nog een bijvoeglijk naamwoord → voor elk politiek wissewasje.

## Etymologie
Het woord werd al in de 17e eeuw gebruikt, maar het is onbekend waar het vandaan komt. Het is een reduplicerend woord dat een klank nabootst en mogelijk afkomstig is van het woord wisse ('feit'). In het Antwerpse dialect is het gelijksoortige wiezewes in gebruik, waarmee een lichtzinnig, beweeglijk mens wordt bedoeld.

## Trivia
- Sinds 1996 is het Wissewasje de Nederlandse benaming van een bepaalde paddenstoel.